# Acayuca (Molango de Escamilla)
Acayuca es una localidad de México, localizada en el municipio de Molango de Escamilla en el estado de Hidalgo.

## Geografía
Se encuentra en la región geográfica de la Sierra Alta; a la localidad le corresponden las coordenadas geográficas 20° 57’ 55.787” de latitud norte y 98° 46’ 52.217” de longitud oeste, con una altitud de 1074 m s. n. m. Cuenta con un clima semicalido húmedo con lluvias todo el año.
En cuanto a fisiografía se encuentra en la provincia de la Sierra Madre Oriental, dentro de la subprovincia del Carso Huasteco; su terreno es de sierra. En lo que respecta a la hidrología se encuentra posicionado en la región del Pánuco, dentro de la cuenca el río Moctezuma, y en la subcuenca del río Amajac.

## Demografía
En 2020 registró una población de 681 personas, lo que corresponde al 5.88 % de la población municipal. De los cuales 352 son hombres y 329 son mujeres.
| Gráfica de evolución demográfica de Acayuca entre 1900 y 2020 |
|                                                               |
| Población registrada por los censos y conteos del INEGI.      |